# Campeonato Cearense
Campeonato Cearense - ligowe mistrzostwa brazylijskiego stanu Ceará.

## Format
Pierwsza liga 2006
- Pierwszy etap - kluby grają systemem każdy z każdym mecz i rewanż
- Drugi etap - cztery najlepsze kluby z pierwszego etapu grają ze sobą systemem każdy z każdym mecz i rewanż.

Mistrzem stanu Ceará jest zwycięzca drugiego etapu. Z ligi spadają dwa ostatnie w tabeli pierwszego etapu kluby.

W brazylijskich rozgrywkach format często ulega zmianie.

## Kluby
Pierwsza liga 2006
- Associação Desportiva Limoeiro Futebol Clube
- Associação Desportiva Recreativa e Cultural Icasa
- Ceará Sporting Club
- Centro de Treinamento Uniclinic
- Ferroviário Atlético Clube
- Fortaleza Esporte Clube
- Guarani Esporte Clube
- Itapipoca Esporte Clube
- Maranguape Futebol Clube
- Quixadá Futebol Clube

Druga liga 2006
- Associação Desportiva São Benedito
- Associação Desportiva Tiradentes
- Associação Trairiense de Futebol
- Boa Viagem Esporte Clube
- Cratéus Esporte Clube
- Crato Esporte Clube
- Guarany Sporting Club
- Horizonte Futebol Clube
- Itapajé Futebol Clube
- Uruburetama Futebol Clube

Trzecia liga 2006
- Aracati Esporte Clube
- Associação Esportiva Granjense Atlético Clube
- América Football Club
- Barbalha Futebol Clube
- Calouros do Ar Futebol Clube
- Caucaia Esporte Clube
- Centro Esportivo Morada Nova
- Eusébio Esporte Clube
- Maracanã Esporte Clube
- Palmácia Esporte Clube
- Santana Esporte Clube
- Sociedade Esportiva e Cultural Terra e Mar Clube
- Tianguá Esporte Clube
- União Desportiva Messejana
- Verdes Mares Esporte Clube de Pacatuba

## Lista mistrzów
- 1915 Ceará
- 1916 Ceará
- 1917 Ceará
- 1918 Ceará
- 1919 Ceará
- 1920 Fortaleza
- 1921 Fortaleza
- 1922 Ceará
- 1923 Fortaleza
- 1924 Fortaleza
- 1925 Ceará
- 1926 Fortaleza
- 1927 Fortaleza
- 1928 Fortaleza
- 1929 Maguari
- 1930 Orion
- 1931 Ceará
- 1932 Ceará
- 1933 Fortaleza
- 1934 Fortaleza
- 1935 América (CE)
- 1936 Maguari
- 1937 Fortaleza
- 1938 Fortaleza
- 1939 Ceará
- 1940 Tramways
- 1941 Ceará
- 1942 Ceará
- 1943 Maguari
- 1944 Maguari
- 1945 Ferroviário
- 1946 Fortaleza
- 1947 Fortaleza
- 1948 Ceará
- 1949 Fortaleza
- 1950 Ferroviário
- 1951 Ceará
- 1952 Ferroviário
- 1953 Fortaleza
- 1954 Fortaleza
- 1955 Calouros do Ar
- 1956 Gentilândia
- 1957 Ceará
- 1958 Ceará
- 1959 Fortaleza
- 1960 Fortaleza
- 1961 Ceará
- 1962 Ceará
- 1963 Ceará
- 1964 Fortaleza
- 1965 Fortaleza
- 1966 América (CE)
- 1967 Fortaleza
- 1968 Ferroviário
- 1969 Fortaleza
- 1970 Ferroviário
- 1971 Ceará
- 1972 Ceará
- 1973 Fortaleza
- 1974 Fortaleza
- 1975 Ceará
- 1976 Ceará
- 1977 Ceará
- 1978 Ceará
- 1979 Ferroviário
- 1980 Ceará
- 1981 Ceará
- 1982 Fortaleza
- 1983 Fortaleza
- 1984 Ceará
- 1985 Fortaleza
- 1986 Ceará
- 1987 Fortaleza
- 1988 Ferroviário
- 1989 Ceará
- 1990 Ceará
- 1991 Fortaleza
- 1992 Fortaleza, Ceará, Tiradentes i Icasa EC
- 1993 Ceará
- 1994 Ferroviário
- 1995 Ferroviário
- 1996 Ceará
- 1997 Ceará
- 1998 Ceará
- 1999 Ceará
- 2000 Fortaleza
- 2001 Fortaleza
- 2002 Ceará
- 2003 Fortaleza
- 2004 Fortaleza
- 2005 Fortaleza
- 2006 Ceará
- 2007 Fortaleza
- 2008 Fortaleza
- 2009 Fortaleza
- 2010 Fortaleza
- 2011 Ceará
- 2012 Ceará
- 2013 Ceará

### Kluby według tytułów
- 42 - Ceará [jeden dzielony]
- 39 - Fortaleza [jeden dzielony]
- 9 - Ferroviário
- 4 - Maguari
- 2 - América (CE)
- 1 - Calouros do Ar, Gentilândia, Orion, Tramways, Icasa EC [dzielony] i Tiradentes [dzielony] 1 raz